# Кренцишувка
Кренцишувка (пол. Kręciszówka) — село в Польщі, у гміні Ополе-Любельське Опольського повіту Люблінського воєводства.